# Pallacanestro Cantù 1984-1985
Questa voce raccoglie le informazioni riguardanti la Pallacanestro Cantù nelle competizioni ufficiali della stagione 1984-1985.

## Stagione
La stagione 1984-1985 della Pallacanestro Cantù sponsorizzata Jolly Colombani, è la 30ª nel massimo campionato italiano di pallacanestro, la Serie A1.
La stagione precedente non fu una delle migliori della stagione canturina. Si decise così di operare alcuni cambiamenti: la guida tecnica di Gianni Asti non ebbe fortuna e la scelta del nuovo allenatore cadde sull'emergente Carlo "Charlie" Recalcati, mentre come secondo americano da affiancare a Jim Brewer venne scelto Richard Anderson, reduce da due stagioni in NBA. Inoltre in seguito ai Giochi Olimpici negli Stati Uniti sui campi italiani si decise di intriodurre il tiro da tre punti.
Qualche settimana prima dell'inizio del campionato dall'America Jim Brewer comunicò la sua scelta di finire la sua carriera anche se avesse un contratto con la Pallacanestro Cantù. In quella situazione d'emergenza Carlo Recalcati decise di ingaggiare Clyde Mayes, giocatore che aveva già allenato a Bergamo. Purtroppo alla sesta giornata di campionato i brianzoli si trovavano in difficoltà, così Raffaele Morbelli riuscì a convincere Jim Brewer a riprendere a giocare. In questo modo a metà novembre "Pantera Jim" tornò a Cantù per sostituire Clyde Mayes. Intanto iniziò anche la Coppa Korać dove la Pallacanestro Cantù ottenne quattro vittorie nelle prime quattro partite, ma successivamente la sconfitta ad opera della Stella Rossa Belgrado segnò il passaggio del turno, nonostante le cinque partite vinte su sei. Questo spostò l'attenzione sul campionato, ma complice anche l'infortunio ad Antonello Riva, Cantù chiuse la stagione regolare in sesta posizione. Nei playoffs i canturini dovettero disputare anche gli ottavi contro la neopromossa Silverstone Brescia che furono una pura formalità. Nei quarti ci fu invece la Berloni Torino che ebbe la meglio e pose fine alla stagione canturina.

## Roster
|    | Naz.                   | Ruolo | Sportivo             |  |  |  | Note |
| -- | ---------------------- | ----- | -------------------- |  |  |  | ---- |
| 4  | Italia (bandiera)      | A     | Denis Innocentin     |  |  |  |      |
| 5  | Italia (bandiera)      | AC    | Fausto Bargna        |  |  |  |      |
| 6  | Italia (bandiera)      | PG    | Umberto Cappelletti  |  |  |  |      |
| 7  | Italia (bandiera)      | P     | Corrado Fumagalli    |  |  |  |      |
| 8  | Italia (bandiera)      | AG    | Beppe Bosa           |  |  |  |      |
| 9  | Italia (bandiera)      | A     | Antonio Sala         |  |  |  |      |
| 10 | Stati Uniti (bandiera) | AG    | Clyde Mayes          |  |  |  |      |
| 10 | Stati Uniti (bandiera) | AC    | Jim Brewer           |  |  |  |      |
| 12 | Italia (bandiera)      | G     | Antonello Riva       |  |  |  |      |
| 14 | Italia (bandiera)      | P     | Pier Luigi Marzorati |  |  |  |      |
| 15 | Stati Uniti (bandiera) | C     | Richard Anderson     |  |  |  |      |
| -  | Italia (bandiera)      | C     | Angelo Gilardi       |  |  |  |      |
| -  | Italia (bandiera)      | G     | Riccardo Paravella   |  |  |  |      |
| -  | Italia (bandiera)      | C     | Angelo Reale         |  |  |  |      |
|    | Italia (bandiera)      | ALL   | Carlo Recalcati      |  |  |  |      |

## Mercato

### Sessione estiva
| Acquisti | Acquisti            | Acquisti         | Acquisti   |
| R.       | Nome                | da               | Modalità   |
| -------- | ------------------- | ---------------- | ---------- |
| ALL      | Carlo Recalcati     | Alpe Bergamo     | definitivo |
| AC       | Richard Anderson    | Denver Nuggets   | definitivo |
| AG       | Clyde Mayes         | Alpe Bergamo     | definitivo |
| PG       | Umberto Cappelletti | Scaligera Verona | definitivo |

| Cessioni | Cessioni        | Cessioni        | Cessioni       |
| R.       | Nome            | a               | Modalità       |
| -------- | --------------- | --------------- | -------------- |
| ALL      | Gianni Asti     | UG Goriziana    | fine contratto |
| C        | Les Craft       | Free agent      | fine contratto |
| AC       | Jim Brewer      |                 | ritirato       |
| P        | Giorgio Cattini | Mens Sana Siena | fine contratto |

### Dopo l'inizio della stagione
| Acquisti | Acquisti   | Acquisti   | Acquisti   |
| R.       | Nome       | da         | Modalità   |
| -------- | ---------- | ---------- | ---------- |
| AC       | Jim Brewer | Free agent | definitiva |

| Cessioni | Cessioni    | Cessioni   | Cessioni    |
| R.       | Nome        | a          | Modalità    |
| -------- | ----------- | ---------- | ----------- |
| AG       | Clyde Mayes | Free agent | Rescissione |